# 布兰登·拉什
布兰登·拉什（英語：Brandon Rush，1985年7月7日—），生于美国密苏里州堪萨斯城，美国职业篮球运动员，司职得分后卫，曾效力于NBA联盟。
2008年4月8日，布兰登·拉什帮助堪萨斯大学NCAA全国冠军。2008年6月27日NBA选秀大会首轮第13位被开拓者队选中，2015年6月17日，布兰顿·拉什跟随金州勇士获得2015年NBA总冠军。